# Roland Francisci
Roland Francisci (Ciamannacce, Còrsega, 31 de gener de 1938 – París, 10 d'agost de 2006) és un empresari i polític cors, germà de Marcel Francisci, antic conseller general de Còrsega del Sud per la Unió de Demòcrates per la República (UDR). Ha estat pròxim als presidents Jacques Chirac i Nicolas Sarkozy.

## Mandats
- Alcalde de Ciamannacce de 1984 a 2004.
- Secretari departemental de RPR a Còrsega del Sud de 1996 a 2002.
- Diputat substitut del RPR Jean-Paul de Rocca-Serra de 1993 a 1998 à l'Assemblea Nacional
- Diputat de Còrsega del Sud de 1998 a 2002.
- Vicepresident del Consell general de Còrsega del Sud de 1988 a 1998.
- Secretari departamental de l’'UMP de Còrsega del Sud de 2002 a 2005.
- Conseller general UMP del Cantó de Zicavo de 1988 a 10 d'agost de 2006.
- President del Consell general de Còrsega del Sud del 4 d'abril de 2004 a 10 d'agost de 2006.
- President UMP del Comitè departamental de Còrsega del Sud de juny de 2005 a 10 d'agost de 2006.

## Atemptats
Roland Francisci ha estat dos cops objectiu d'atemptats:
- El 21 de juny de 1968, a Ajaccio, Roland Francisci sortia d'una reunió electoral a favor de Jean Bozzi, candidat gaullista a les legislatives. Roland Francisci i els seus dos germans Marcel i Xavier foren objectiu de ràfegues d'armes automàtiques, que provocaren un mort i sis ferits, però que no tocaren els Francisci

- El 24 d'octubre de 2000, la seva seu electoral fou objecte d'un atemptat amb explosius. La policia va atribuir l'atemptat als nacionalistes que volien denunciar Francisci com a contrari al procés de Matignon per a acabar amb la violència a l'illa.

## Afers
- Director del Comitè de Joc del cercle de l'Aviation Club de France a Paris, als Camps Elisis, fins al 1998.
- L'11 de març de 1982, el ministre de l'interior Gaston Defferre l'acusà de finançament il·legal al RPR de Jacques Chirac i Charles Pasqua a través dels cercles de joc. El ministre d'interior fou condemnat per difamació.